# Xysticus madeirensis
Xysticus madeirensis là một loài nhện trong họ Thomisidae.
Loài này thuộc chi Xysticus. Xysticus madeirensis được Jörg Wunderlich miêu tả năm 1992.